# 뉴질랜드 포도주

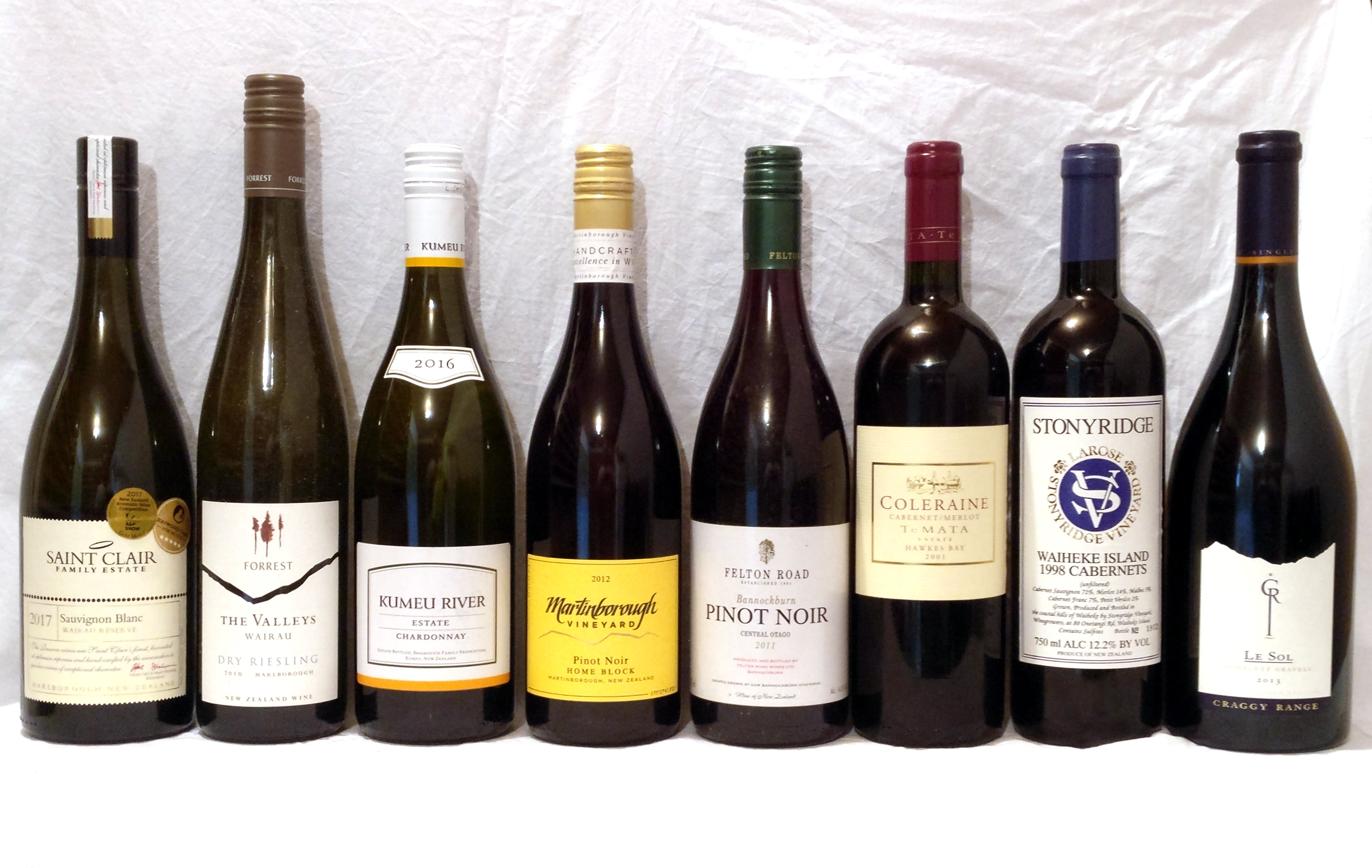
선별된 뉴질랜드 포도주

뉴질랜드 포도주 또는 뉴질랜드 와인(New Zealand wine)은 여러 포도주 생산지에서 생산된다. 오세아니아의 섬나라인 뉴질랜드가 크게 서안 해양성 기후이지만 북에서 남쪽으로 상당한 지역적 다양성을 보이고 있다. 다른 수많은 신세계 포도주들과 마찬가지로 뉴질랜드 포도주는 보통 하나의 버라이어틸(varietal) 와인으로 레이블을 붙여 생산된다. 뉴질랜드는 말버러 소비뇽 블랑으로 유명하다.
뉴질랜드 포도주는 19세기 초로 거슬러 올라가며, 뉴질랜드의 현대의 포도주 산업은 20세기 중반에 시작하였고 21세기 초에 빠르게 확대되었다. 2000년에서 2020년까지 한 해 17% 성장하였다.